# Villamayor
Villamayor – gmina w Hiszpanii, w prowincji Salamanka, w Kastylii i León, o powierzchni 16,13 km². W 2011 roku gmina liczyła 6683 mieszkańców.